# James R. Ballantyne
James Robert Ballantyne, född den 13 december 1813 i Kelso, död den 16 februari 1864, var en skotsk språkforskare.
Ballantyne blev 1841 direktor för Benares College i Indien och 1856 tillika professor i moralfilosofi där. År 1861 återvände han till Europa och blev bibliotekarie vid East India offices bibliotek. 
Ballantyne var en framstående kännare såväl av nyindiska språk som av sanskrit och dess litteratur, företrädesvis den filosofiska. Förutom en del grammatiska läroböcker över indiska språk har han utgivit arbeten rörande sanskritlitteraturen.

### Fotnoter
1. 1 2  Darryl Roger Lundy, The Peerage, The Peerage person-ID: p57411.htm#i574103.[källa från Wikidata]
2. ↑  E-Theses Online Service, EThOS thesis-ID: uk.bl.ethos.528808.[källa från Wikidata]
3. ↑  Gemeinsame Normdatei, läst: 30 mars 2015.[källa från Wikidata]
4. ↑  The Peerage person-ID: p57411.htm#i574103, läst: 7 augusti 2020.[källa från Wikidata]
5. 1 2  Darryl Roger Lundy, The Peerage.[källa från Wikidata]

### Allmänna källor
- Ballantyne, James Robert i Nordisk familjebok (andra upplagan, 1904)